# 1990-es Formula–1 kanadai nagydíj
A kanadai nagydíj volt az 1990-es Formula–1 világbajnokság ötödik futama.

## Futam
A kanadai nagydíjon Senna és Berger McLarenje indult az első sorból, Prost a harmadik, Nannini a negyedik helyet szerezte meg.
A rajt idején a pálya még nedves volt, Berger kiugrott a rajtnál, majd azonnal visszavett tempójából. Az osztrák 1 perces időbüntetést kapott, Senna állt az élre Nannini, Alesi és Prost előtt. Amikor a pálya száradni kezdett, mindenki kiállt a boxba. Miután Nannini visszatért a pályára, elütött egy mormotát és ismét ki kellett állnia javításra. A 22. körben kicsúszott és kiesett. Berger a pályán vezetett, de egyperces előnyre lett volna szüksége, hogy valóban nyerjen. Az osztrák egy másodperccel gyorsabb köröket futott mindenkinél. Boutsen kicsúszásával, majd Patrese kiesésével is egy helyet jött előre. Warwick után Prost Ferrariját (akit korábban Piquet és Mansell is megelőzött) is megelőzte, így a negyedik helyen végzett. Senna mellett Piquet és Mansell ért célba dobogós helyen.
|         | Rsz. | Versenyző          | Csapat                | Körök | Idő/Kiesések | Rajthely | Pontok |
| ------- | ---- | ------------------ | --------------------- | ----- | ------------ | -------- | ------ |
| 1       | 27   | Ayrton Senna       | McLaren-Honda         | 70    | 1:42:56,400  | 1        | 9      |
| 2       | 20   | Nelson Piquet      | Benetton-Ford         | 70    | +10,497      | 5        | 6      |
| 3       | 2    | Nigel Mansell      | Ferrari               | 70    | +13,385      | 7        | 4      |
| 4       | 28   | Gerhard Berger     | McLaren-Honda         | 70    | +14,854      | 2        | 3      |
| 5       | 1    | Alain Prost        | Ferrari               | 70    | +15,820      | 3        | 2      |
| 6       | 11   | Derek Warwick      | Lotus-Lamborghini     | 68    | +2 kör       | 11       | 1      |
| 7       | 8    | Stefano Modena     | Brabham-Judd          | 68    | +2 kör       | 10       |        |
| 8       | 10   | Alex Caffi         | Arrows-Ford           | 68    | +2 kör       | 26       |        |
| 9       | 29   | Éric Bernard       | Larrousse-Lamborghini | 67    | +3 kör       | 23       |        |
| 10      | 16   | Ivan Capelli       | Leyton House-Judd     | 67    | +3 kör       | 24       |        |
| 11      | 3    | Nakadzsima Szatoru | Tyrrell-Ford          | 67    | +3 kör       | 13       |        |
| 12      | 30   | Szuzuki Aguri      | Larrousse-Lamborghini | 66    | +4 kör       | 18       |        |
| 13      | 14   | Olivier Grouillard | Osella-Ford           | 65    | +5 kör       | 15       |        |
| Kiesett | 12   | Martin Donnelly    | Lotus-Lamborghini     | 57    | Motorhiba    | 12       |        |
| Kiesett | 35   | Gregor Foitek      | Onyx-Ford             | 53    | Motorhiba    | 21       |        |
| Kiesett | 22   | Andrea de Cesaris  | Dallara-Ford          | 50    | Váltóhiba    | 25       |        |
| Kiesett | 36   | Jyrki Järvilehto   | Onyx-Ford             | 46    | Motorhiba    | 22       |        |
| Kiesett | 6    | Riccardo Patrese   | Williams-Renault      | 44    | Fékhiba      | 9        |        |
| Kiesett | 26   | Philippe Alliot    | Ligier-Ford           | 34    | Motorhiba    | 17       |        |
| Kiesett | 4    | Jean Alesi         | Tyrrell-Ford          | 26    | Kicsúszás    | 8        |        |
| Kiesett | 19   | Alessandro Nannini | Benetton-Ford         | 21    | Kicsúszás    | 4        |        |
| Kiesett | 5    | Thierry Boutsen    | Williams-Renault      | 19    | Ütközés      | 6        |        |
| Kiesett | 25   | Nicola Larini      | Ligier-Ford           | 18    | Ütközés      | 20       |        |
| Kiesett | 21   | Emanuele Pirro     | Dallara-Ford          | 11    | Ütközés      | 19       |        |
| Kiesett | 9    | Michele Alboreto   | Arrows-Ford           | 11    | Ütközés      | 14       |        |
| Kiesett | 23   | Pierluigi Martini  | Minardi-Ford          | 0     | Kicsúszás    | 16       |        |
| NK      | 33   | Roberto Moreno     | Euro Brun-Judd        |       |              |          |        |
| NK      | 15   | Maurício Gugelmin  | Leyton House-Judd     |       |              |          |        |
| NK      | 24   | Paolo Barilla      | Minardi-Ford          |       |              |          |        |
| NK      | 7    | David Brabham      | Brabham-Judd          |       |              |          |        |
| NeK     | 17   | Gabriele Tarquini  | AGS-Ford              |       |              |          |        |
| NeK     | 18   | Yannick Dalmas     | AGS-Ford              |       |              |          |        |
| NeK     | 31   | Bertrand Gachot    | Coloni-Ford           |       |              |          |        |
| NeK     | 34   | Claudio Langes     | Euro Brun-Judd        |       |              |          |        |
| NeK     | 39   | Bruno Giacomelli   | Life                  |       |              |          |        |

## Statisztikák
Vezető helyen:
- Ayrton Senna: 11 (1-11)
- Alessandro Nannini: 3 (12-14)
- Gerhard Berger: 56 (15-70)

Ayrton Senna 23. győzelme, 46. (R) pole-pozíciója, Gerhard Berger 12. leggyorsabb köre.
- McLaren 83. győzelme.

Ayrton Senna 100. versenye.